# خافيير فيلا
خافيير فيلا (بالإسبانية: Javier Villa)‏ هو سائق سيارة سباق إسباني، ولد في 5 أكتوبر 1987 في كولونغا في إسبانيا.

## روابط خارجية
- خافيير فيلا على موقع Racing-Reference.info (الإنجليزية)
- خافيير فيلا على موقع DriverDB.com (الإنجليزية)